# Georgius Eberhard
Georgius Eberhard (auch Georg Eberhart; * in Horb; † 12. April 1519 in St. Blasien) war Abt im Kloster St. Blasien im Südschwarzwald. Er sicherte den Klosterbesitz durch Kaiserliche und Päpstliche Privilegien.

## Wappen
Auf blauem Schild ein goldener Balken, darüber abnehmender goldener Mond und goldener Stern.

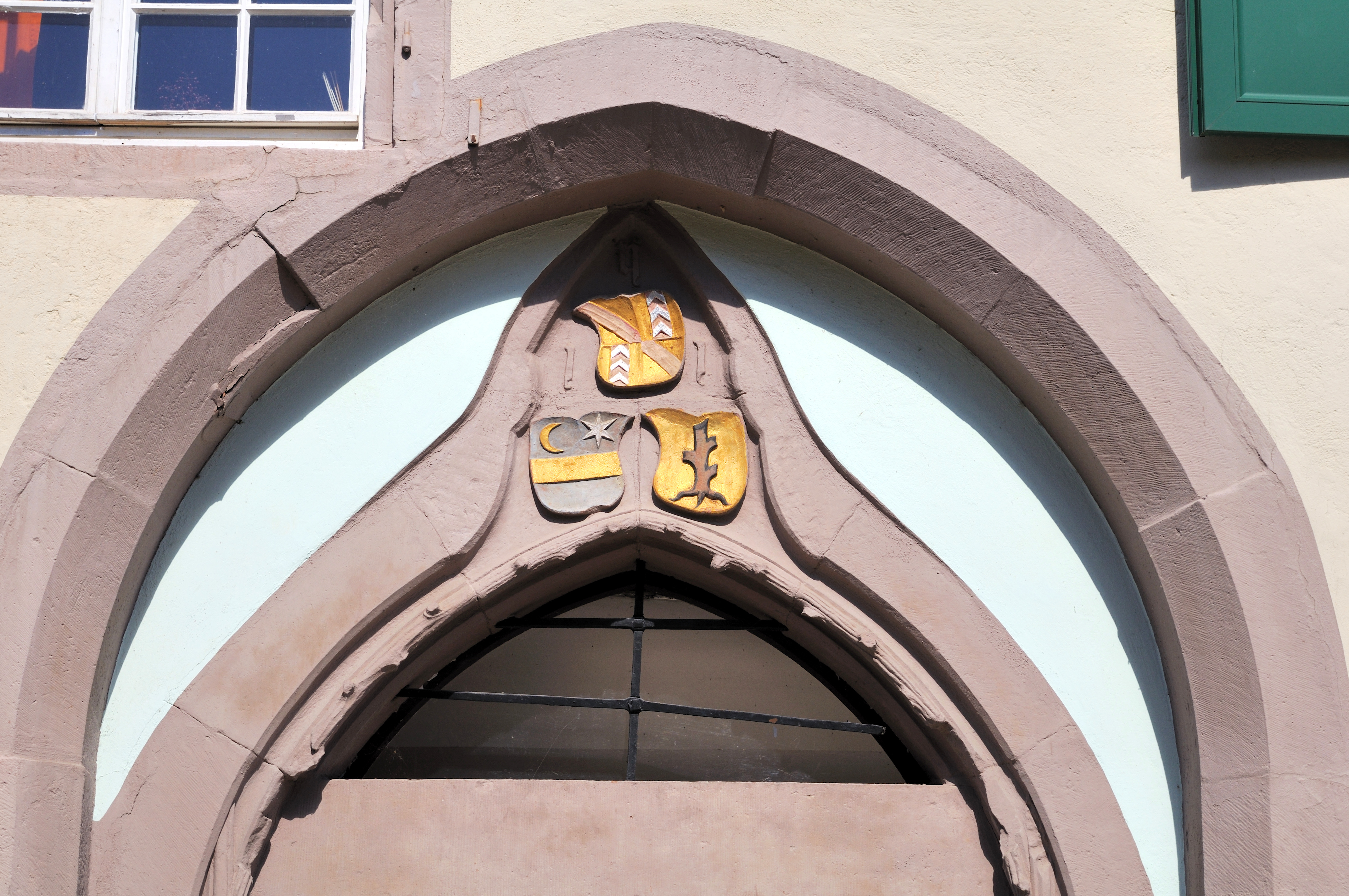
Wappen am Kloster Weitenau